# Embouchure

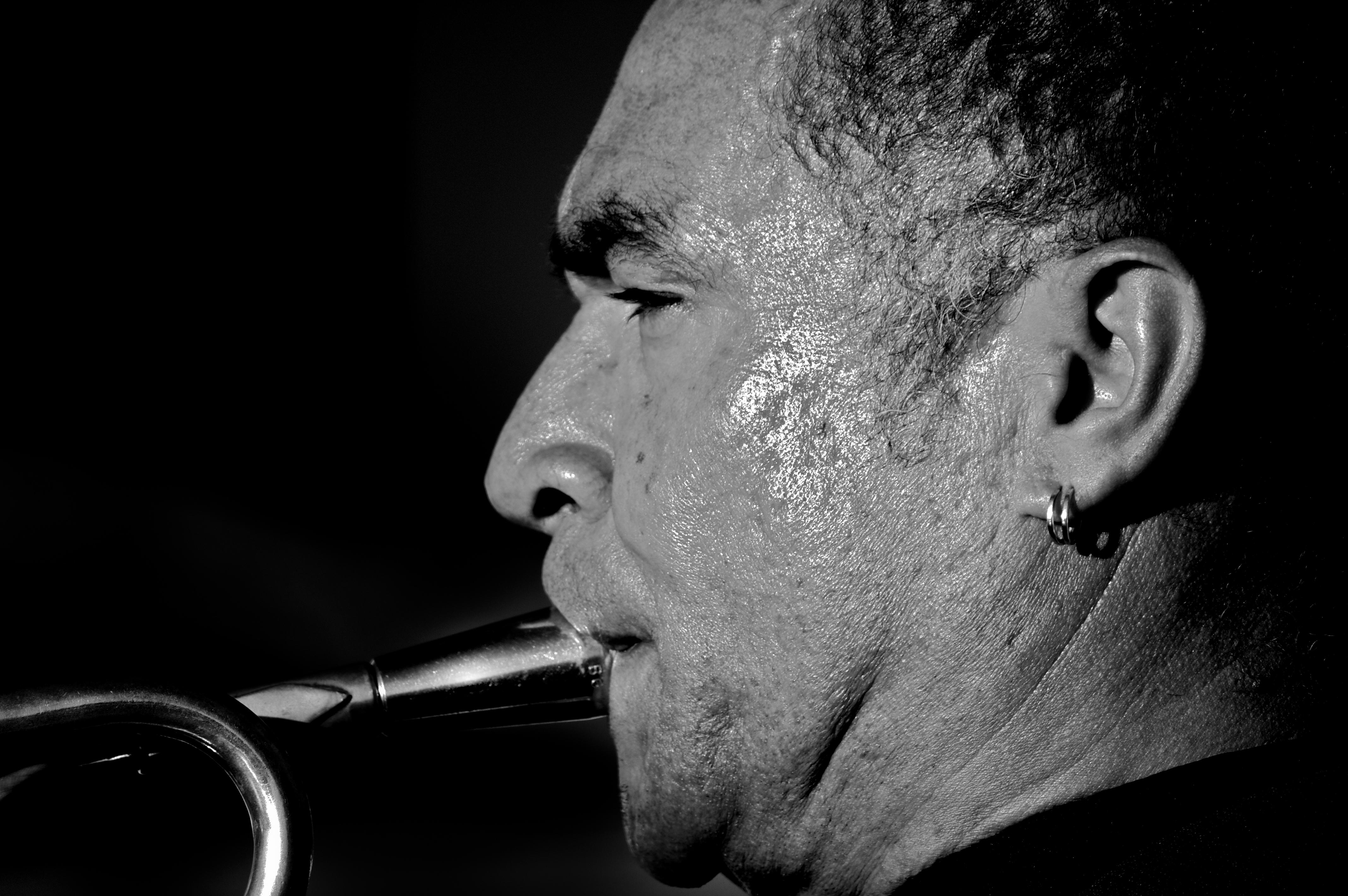
En trumpetare formar munnen.

Embouchure, anblåsning eller ansats är användningen av läppar, ansiktsmuskler, tunga och tänder när man spelar ett blåsinstrument, för att få ljud, kontrollera tonhöjd, ljudklang, etc på ett både för ljud och muskulatur optimalt sätt. Teknikerna kan variera mellan olika grupper av musikintrument (som träblåsinstrument och bleckblåsinstrument), men också mellan olika musikinstrument från samma grupp eller, för samma instrument, mellan olika skolor och traditioner.